# Pilbara-Ningaui
Das Pilbara-Ningaui (Ningaui timealeyi) ist ein sehr kleiner Vertreter aus der Familie der Raubbeutler. Es kommt in Westaustralien im Westen der Region Pilbara, im Norden der Region Gascoyne und im Norden der Kleinen Sandwüste vor.

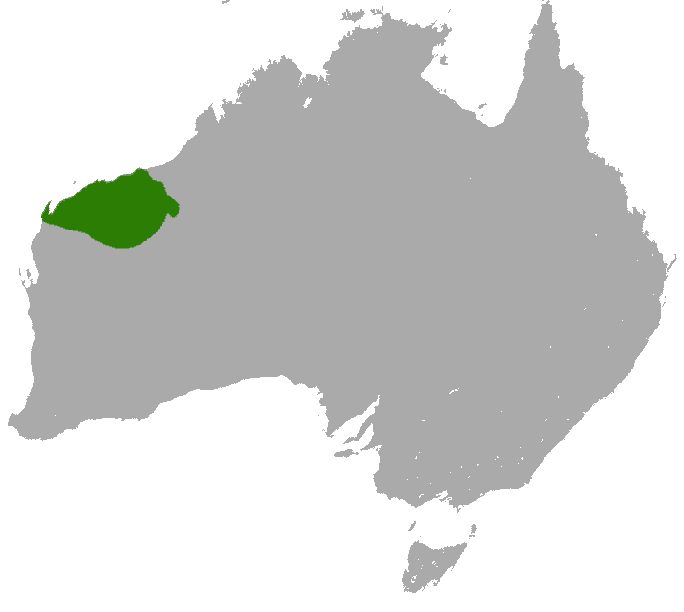
Verbreitungsgebiet des Pilbara-Ningaui

## Merkmale
Das Pilbara-Ningaui erreicht eine Kopf-Rumpf-Länge von 56 bis 76 Millimeter (Männchen) bzw. 56 bis 65 Millimeter (Weibchen), eine Schwanzlänge von 63 bis 95 Millimeter (Männchen) bzw. 57 bis 68 Millimeter (Weibchen) und ein Gewicht von 3,6 bis 9,5 Gramm (Männchen) bzw. 3,5 bis 7,5 Gramm (Weibchen). Im Unterschied zu den Flachkopf-Beutelmäusen (Planigale) ist die Kopfoberseite gerundet und mit relativ langen Haaren bedeckt. Das Fell des Pilbara-Ningaui ist einfarbig grau während das des südlicher vorkommenden Wongai-Ningaui (Ningaui ridei) rötlich-braun ist. Die Fußballen des Pilbara-Ningaui sind weniger als 1 mm lang, die des Wongai-Ningaui sind länger als 1 mm.

## Lebensraum und Lebensweise
Das Pilbara-Ningaui lebt in mit Stachelkopfgräsern, niedrigen Büschen und Bäumen (vor allem Acacia xiphophylla) bewachsenen Wüsten und sandigen Küstenlandschaften, meist in der Nähe von permanenten oder periodischen Wasserläufen. Es ist nachtaktiv und ernährt sich von Wirbellosen, vor allem von Schaben und Hundertfüßern. In Gefangenschaft gehaltene Exemplare fraßen auch Heuschrecken, Grillen und kleine Skinke, verschmähten jedoch Käfer und Tausendfüßer. Weibchen mit Jungtieren im Beutel wurden in den Monaten von September bis März gefangen, wenn der meiste Regen fällt. Die vier bis sechs Jungtiere sind ringförmig im Beutel angeordnet. Sie werden mit einem Gewicht von 2 Gramm selbständig und wurden von Dezember bis Mai in Fallen gefangen. Im März besteht die Population zum größten Teil aus selbständig gewordenen Jungtieren. Einige adulte Tiere können noch eine zweite Fortpflanzungssaison erleben. Männchen sind während der Fortpflanzungszeit untereinander aggressiv und Weibchen, die Jungtiere im Beutel tragen, vermeiden während dieser Zeit den Kontakt mit Artgenossen.

## Gefährdung
Die IUCN stuft das Pilbara-Ningaui als ungefährdet (Least Concern) ein. Es ist in der Region Pilbara der häufigste Kleinsäuger und kommt auch in zwei Schutzgebieten vor, im Karijini-Nationalpark und im Millstream-Chichester-Nationalpark. In trockenen Jahren geht der Bestand wahrscheinlich stark zurück und die Überlebenden besiedeln anschließend von feuchteren Gebieten aus wieder die ganze Region.